# José Agosto
José Agosto, né le 15 octobre 1964, à San Juan, à Porto Rico, est un joueur portoricain de basket-ball. Il évolue durant sa carrière aux postes d'arrière et d'ailier.